# Bryoxiphium
Bryoxiphium, rod pravih mahovina smješten u vlastitu porodicu i red, dio podrazreda Dicranidae.

## Vrste
1. Bryoxiphium imbricatum Lindb.
2. Bryoxiphium japonicum (Berggr.) E. Britton
3. !Bryoxiphium madeirense Á. Löve & D. Löve
4. !Bryoxiphium mexicanum Besch.
5. !Bryoxiphium norvegicum (Brid.) Mitt.
6. Bryoxiphium savatieri (Husn.) Mitt.